# Кунгозерский
Кунгозе́рский — посёлок в составе Эссойльского сельского поселения Пряжинского национального района Республики Карелия.

## Общие сведения
Посёлок расположен возле автомагистрали 86К-10 Петрозаводск — Суоярви, вблизи железнодорожной станции Иматозеро линии Петрозаводск—Суоярви Октябрьской железной дороги.

## Население
| 2002 | 2009 | 2010 | 2013 |
| ---- | ---- | ---- | ---- |
| 23   | ↗141 | ↘98  | ↘84  |